# دانداس، انتاریو
دانداس، انتاریو (به انگلیسی: Dundas, Ontario) یک منطقهٔ مسکونی در کانادا است که در همیلتون، انتاریو واقع شده‌است. دانداس ۲۳٫۳۱ کیلومتر مربع مساحت و ۲۴٬۲۸۵ نفر جمعیت دارد.